# Ctenoplusia atra
Ctenoplusia atra là một loài bướm đêm trong họ Noctuidae.